# Hétepi
Hétepi (« Celui qui est satisfait ») est un ancien fonctionnaire égyptien de la IIIe dynastie sous le roi Djéser. Hétepi est principalement connu pour sa tombe monumentale trouvée à Abousir-Sud. Elle fait partie des quelques tombes égyptiennes de la IIIe dynastie qui ont été bien fouillées et décorées. La tombe a été découverte au cours de l'hiver 1999-2000 par une expédition tchèque. La taille de la tombe souligne à elle seule l'importance d'Hétepi.

## Description de la tombe d'Hétepi
La tombe d'Hétepi est un mastaba monumental de près de cinquante mètres de long. Dans l'angle sud-est, se trouvent les vestiges d'une chapelle construite dans le mastaba. Le mastaba était fait de briques crues, tandis que la chapelle était construite en blocs de calcaire. Seule l'entrée de la chapelle était décorée. Sur le côté sud de l'entrée, on peut voir Hétepi, debout. À côté de lui, et à plus petite échelle, est représenté l'intendant (jmy-r pr) Nakht, manifestement un serviteur de la maison d'Hétepi. Cette scène n'est peinte qu'à l'encre noire sur les pierres et est donc inachevée. De l'autre côté de l'entrée, Hétepi est représenté assis devant une table d'offrandes. Sous sa chaise se trouve également l'intendant Nakhti. Cette scène est sculptée en relief dans la pierre.
Hétepi porte plusieurs titres, dont certains sont uniques ; il était :
- « fort de voix du roi »,
- « grand parmi les dizaines de la demeure de vie et gardien des secrets de la salle sekherou »,
- « inspecteur des gardiens des ornements du phyle Ouadjet »,
- « inspecteur du Domaine, siège de la déesse Hatméhyt ».